# (4527) Schoenberg
(4527) Schoenberg est un astéroïde de la ceinture principale.

## Description
(4527) Schoenberg est un astéroïde de la ceinture principale. Il fut découvert le 24 juillet 1982 à la station Anderson Mesa par Edward L. G. Bowell.
Il fut nommé en l'honneur du compositeur autrichien Arnold Schönberg (1874-1951). 
Il présente une orbite caractérisée par un demi-grand axe de 2,24 UA, une excentricité de 0,21 et une inclinaison de 4,2° par rapport à l'écliptique.

## Compléments